# فيليكس غوتالس
فيليكس غوتالس (بالفرنسية: Félix Goethals)‏ ولد بتاريخ 14 يناير 1891 في رينكسينت، فرنسا، وتوفي في 24 سبتمبر 1962 في فرنسا، كان دراج فرنسي في صنف سباق الدراجات على الطريق.

## سجل النتائج

### سباقات أو مراحل فاز بها
- طواف فرنسا

## وصلات خارجية
- الموقع الرسمي

## روابط خارجية
- فيليكس غوتالس على موقع أرشيف الدراجات (الإنجليزية)
- فيليكس غوتالس على موقع إحصائيات الدراجات الإحترافية (الإنجليزية)